# Degüello
Degüello — шестой студийный альбом рок-группы ZZ Top, выпущенный в 1979 году на лейбле Warner Bros. Records, первый выпущенный на этом лейбле. Поступил в продажу в ноябре 1979 года. Первый альбом группы, достигший платинового статуса.

## Название альбома
Degüello — производное от испанского глагола degollar (рус. обезглавить; перерезать горло). Это слово означает что-то вроде «Пленных не брать!» или «В плен не сдаваться!», в общем обозначает понятие боя, который ведётся до полного уничтожения одного из противников, без всякой пощады. Во время битвы при Аламо El Degüello было названием одного из сигналов горна (рога), подававшегося в мексиканской армии.

## Об альбоме
После выхода в 1977 году предыдущего студийного альбома Tejas и продолжительного изматывающего турне под девизом Taking Texas to the People (в ходе которого использовалось 75 тонн аппаратуры, а в шоу были задействованы живые буйволы и стервятники), группа устроила себе двухгодичный отпуск, в ходе которого участники группы даже почти не созванивались. Перерыв был необходим ещё и для того, чтобы продюсер группы Билл Хэм решил все контрактные дела с предыдущей компанией London Records (с ней истекал контракт), и подписал контракт с крупной компанией, которой стала Warner Bros. Records. В этот перерыв London Records выпустила сборник лучших песен группы The Best of ZZ Top.
В августе 1979 года группа собралась для записи альбома, и именно тогда выяснилось, что Билли Гиббонс и Дасти Хилл обзавелись бородами, ставшими знаменитой торговой маркой группы. Именно с этого альбома начал возникать тот стиль группы, как в отношении музыки, так и в отношении элементов шоу, общего стиля ZZ Top, который стал известен всему миру. Билли Гиббонс сказал, что «Автомобили, девушки, скорость и громкость — эти части начали складываться и приобретать очертания» Терри Мэннинг, звукооператор группы, сказал, что при записи этого альбома Билли Гиббонс впервые принёс в студию много гитар и усилителей: до этого были одна-две, максимум три гитары и только один усилитель.
В первый день, когда группа собралась в Хьюстоне, они в течение 11 часов просто играли блюз, но уже на второй день сочинили две новые песни: «Hi Fi Mama» и «Manic Mechanic».
Альбом получился удачным: многие фанаты группы называют его самым стоящим альбомом ZZ Top, «лучшим альбомом со времён Tres Hombres». «Между высшей точки в карьере группы Tres Hombres и мега-коммерческим Eliminator было много, отдающего душком, но Degüello стоит особняком».. Особняком этот альбом стоит ещё и потому, что в 1980-е годы все альбомы группы 1970-х были перемикшированы с использованием драм-машины (в стиль коммерчески удавшихся Eliminator и Afterburner), и были доступны на CD-носителе только в этом варианте, но Degüello никогда не подвергался переработкам, и остался в том виде, в котором был записан. Он стал последним альбомом группы, при записи которого не использовались синтезаторы (вместе с тем, Билли Гиббонс утверждает, что впервые в истории группы был использован синтезатор в песне Cheap Sunglasses). Зато, в альбоме появился ещё один инструмент. Группа решила записать в альбоме саксофон, и купив три разных саксофона, принялись обучаться игре на этом инструменте, пригласив лучшего преподавателя в Хьюстоне. Все участники отметились игрой на разных саксофонах в двух композициях: «She Loves My Automobile» и «Hi Fi Mama».
Вместе с тем, есть и иные мнения: «Я рекомендую Deguello, но лишь если вам уже нравятся другие их альбомы, и тогда вы должны это пережить». «Если вы уже подсели на их музыку, это [Deguello] доставит вам удовольствие, но альбом рядом не стоял с их лучшими вещами». Отмечается, с одной стороны, что группа варится в собственном соку. «Они не сделали ничего такого, чего бы не делали раньше». «Единственное, почему можно назвать этот альбом экспериментальным — это из-за саксофона».
Согласованного результата уклониться от экспериментов и вернуть ритм, душу и блю-ю-ю-юз их ранних записей, Deguello достигает посредством энергичного исполнения, полнотелого тона гитары-дисторшн и их жирной, богатой, громкой смеси        
Оригинальный текст (англ.)A concerted effort to avoid experimentation and get back to the rhythm, soul and blooooooooooooooooooooze of their earlier records, Deguello succeeds through energetic performances, chunky distorted guitar tones and their thickest, fullest and loudest mix yet.
 
С другой стороны, отмечают, что группа несколько уходит от блюз-рока в сторону более популярной музыки: «Нет особых экспериментов, чтоб о них говорить, но несколько треков заражены глянцевым AOR-переизбытком». В то время это было объяснимо:
Deguello — это приносящий удовольствие честный рок-н-ролльный альбом. Должно быть это звучало странно свежо во времена когда диско и панк держали власть, а рокеры-коллеги ZZ-Top погрязли в аду AOR.        
Оригинальный текст (англ.)Deguello is an enjoyable straight-up rock and roll album. It also must have sounded oddly refreshing at a time when disco and punk held sway and ZZ-Top’s stadium rocking contemporaries were mired in AOR hell..
 
Особо отмечаются изменившиеся тексты группы:
Deguello может рассматриваться как точка начала превращения ZZ Top из незатейливой крутой блюз-рок группы в социально адекватных, язвительных, размахивающих бородами «исследователей Южных пороков»  .        
Оригинальный текст (англ.)Deguello that should be taken as the starting point of ZZ Top's transformation from an unpretentious ass-kicking blues-rock band into a socially relevant, sarcastic, beard-wielding «scrutinizers of the Southern vices»
 
Один из критиков подводит такой итог:
Если вам нравится ZZ Top, но Deguello прошёл мимо вас, это будет хорошим, стоящим изучением. Если ваше представление о ZZ Top существует как о группе с  подбитыми мехом гитарами, помешанной на драм-машине, хитом продаж MTV, этот альбом может хорошо поменять ваше мнение           
Оригинальный текст (англ.)If you like ZZ Top, but Deguello has so far passed you by, it’s well worth investigation. If you’re image of ZZ Top is of furry-gutar-wielding, drum-machine obsessed, MTV sell-outs, this album could very well change your mind.
 
Роберт Кристгау отозвался об альбоме как «с большим отрывом лучший»
Альбом был выпущен на LP, но его продажи были приостановлены, из-за спора правообладателей о правах на песню Dust My Broom, кавер песни Роберта Джонсона (в добавление к этому, на оригинальном конверте LP автором был ошибочно указан Элмор Джеймс, в исполнении которого песня стала наиболее известной). К ZZ Top этот спор отношения не имел: тяжба велась между возможными обладателями прав на песню, и запрет на продажи был наложен до решения вопроса. После того, как спор был разрешён, продажи возобновились

## Список композиций
Все песни написаны Гиббонсом, Хиллом и Бирдом, если не указано иное.

### Сторона А
- «I Thank You» (Айзек Хайс, Дэвид Портер[англ.]) — 3:23

I Thank You (рус. Я благодарю тебя). Кавер-версия песни Айзека Хайса и Дэвида Портера 1968 года, исполненная дуэтом Sam & Dave. Версия ZZ Top базируется на тех же корнях соул-музыки, что и в оригинале, но сыграна группой в стиле «вкусного техасского блюз-буги»., «звучит как обычная для группы музыка» Особенно отмечают вокал Билли Гиббонса: «I Thank You сжигает напрочь — эй, почему же каждый думает о том, что Гиббонс так мало поёт», «открывающий трек — один из лучших кусочков альбома, а вокальная работа Гиббонса — просто наслаждение». Текст песни — любовная лирика, в которой автор благодарит некую женщину за подаренную любовь. Однако ZZ Top немного изменили песню, в результате чего она приобрела несколько скабрёзный оттенок: так, вместо «squeeze me» (рус. [я не заставлял тебя] «обнимать меня») ZZ Top поют «squeeze it» (рус. [я не заставлял тебя] «дрочить мне»), и таких примеров ещё несколько.
- «She Loves My Automobile» — 2:24

She Loves My Automobile (рус. Она любит мой автомобиль). Энергичный блюзовый номер, стандартный для ZZ Top с длинным и запоминающимся соло Билли Гиббонса, которому вторит саксофон в исполнении Дасти Хилла.. Текст песни также типичен для группы. «She Loves My Automobile, как следует из названия, отдаёт дань двум навязчивым идеям группы: девушкам и автомобилям, и в этом случае, девушка одержима автомобилем, что я уверен, идеальная тема группы».. В песне речь идёт о девушке, которая любит больше автомобиль автора песни, чем его самого. В текст песни встроены названия блюзовых композиций Outskirts of Town и Sloppy Drunk.
- «I’m Bad, I’m Nationwide» — 4:46.

I’m Bad, I’m Nationwide (рус. Я крутой, я звезда национального масштаба). Одна из наиболее известных песен группы из этого альбома. Входит в десятку ключевых для группы песен по мнению коллектива обозревателей журнала Rolling Stone. Отмечается, что песня «с крутым шаффлом на барабанах более ориентирована на рок, чем предыдущие», «заражена AOR». В конце песни имеется небольшое оутро, сыгранное Хиллом на клавикорде, и кроме того, на протяжении всей песни можно услышать ритм, сыгранный на «мандолиноподобном» инструменте. Текст песни — сплошная самоирония от имени «крутого», разъезжающего с девочками на Кадиллаке и Форде V8. Песня посвящена техасскому блюзмену Джою Лонгу, который собственно и одолжил для записи маленький «мандолиноподобный» инструмент  (Joey Long).
- «A Fool for Your Stockings» — 4:15

A Fool for Your Stockings (рус. Слабость к твоим чулкам). Текст этого блюза от лица мужчины, чья женщина то уходит, то возвращается, а мужчина её принимает и балует, говоря о том, что «Возможно я и не хочу этого признавать», но при этом осознаёт и оправдывает себя «Просто я питаю слабость (схожу с ума, запал и т.п) к твоим чулкам». Музыкально песня «Прекрасная, сложенная на бите баллада, которая музыкально отличается от всего остального в альбоме, с несколькими великолепными, чувственными гитарными соло поверх сухих и чётких баса и барабанов».
Но если вы хотите по-настоящему обалденных соло, вы просто должны послушать A Fool For Your Stockings, где Билли умело выдаёт особенно пронзительный полу-акустический гитарный звук и комбинирует симпатичные джазовые фишки с типичными блюзовыми проходами в духе Элмора Джеймса, что создаёт уникальный эффект  
Оригинальный текст (англ.)But if you want some really awesome solos, you'll have to get yourself 'A Fool For Your Stockings', where Billy wields a particularly sharp semi-acoustic guitar tone and combines cute jazzy licks with basic Elmore James-like bluesy passages to unique effect.
 
- «Manic Mechanic» — 2:37

Manic Mechanic (рус. Механик-маньяк). Песня в большой степени экспериментальная для ZZ Top, и поэтому отзывы о ней чаще негативные:
В Manic Mechanic крутой экспериментальный звук (с электронными эффектами вокала и причудливым музыкальным размером между куплетами), но песня не кажется убедительной.   
Оригинальный текст (англ.)Manic Mechaniac has a cool experimental sound (with electronic effects on the vocals and tricky time signatures in between the verses), but doesn't seem to be making any points
 
«„Manic Mechanic“…одна из худших песен группы с изрядным запасом. Это в полной мере тот случай, когда можно сказать „О какой херне они тогда думали?“» Ещё один критик отозвался о песне, как об «идиосинкразичной»
Вместе с тем, есть и такой отзыв:
Manic Mechanic, уникальная и почти от Фрэнка Заппы песня с чудаковато сделанным вокалом поверх крепких рок- и фанк-риффов  
Оригинальный текст (англ.)Manic Mechanic, a unique and almost Frank Zappa-esque track with oddly-produced spoken vocals over strong rock and funk riffing.
 
В песне речь идёт о реальном человеке, который был полностью увлечён рейсингом. C ним был знаком в подростковом возрасте Билли Гиббонс, и гитарист рассказывал, что в нём было что-то от главного героя романа «Пролетая над гнездом кукушки». «Он был индейцем и он был самым большим парнем из тех, кого я видел. Он всё время был в своём рейсинге, и верите вы или нет, его голос звучал так же, как и на этой записи». В текст песни тоже встроены названия известных блюзов: Saddle my Pony, Have Mercy Miss Percy, Cajun Tune. Звук автомобильного двигателя в начале песни — звук автомобиля Dodge Dart 1964 года выпуска, который принадлежал отцу Гиббонса

### Сторона B
- «Dust My Broom» (Джонсон) — 3:06

Dust My Broom (рус. Стряхну мою щётку). Кавер-версия известного блюза авторства Лероя Джонсона, ставшая известной в исполнении Элмора Джеймса. В данном случае название песни — это устоявшийся фразеологизм, означающий «покинуть навсегда», и в песне герой собирается покинуть дом и свою женщину, чтобы отправиться странствовать. ZZ Top вольно обошлись с оригинальным текстом, а также сократили его на один куплет. Вывод в оригинальной песне звучит как «Я не должен оставлять свою девушку и рушить счастливый дом», тогда как у ZZ Top звучит «Я должен бросить свою девушку и покинуть дом». Музыкально «Версия ZZ Top выдержана достаточно близко к той [Элмора Джеймса] версии с чистой, стандартной блюзовой аранжировкой и слайд-гитарой». Тем не менее, отзывы о треке неоднозначные: «…песня просто не подходит к тому материалу, который группа писала в то время. Это сделано хорошо, но реально — кому это надо?», «давно зачерствевший кусок блюза»
- «Lowdown in the Street» — 2:49

Lowdown in the Street (рус. Вся правда тёмной стороны общества). Как и во многих других песнях группы, перевод названия и текста песни неоднозначны. «The Street» в сленге афроамериканцев — общество как совокупность пороков, преступности, аморальности и т. п. «Lowdown» можно переводить как «подноготная», «интимные подробности». Но в тексте песни, в отличие от названия, используется словосочетание «to get low down», при этом «low down» переводится как «грубый», «вульгарный», «низменно» а «get down» используется в значении «тусить», «отвисать», «зажигать». Дополнительно «low down» — это выражение из джазовой культуры, означающее чувственное медленное исполнение, например блюза. Собственно, содержание песни соответствует всей совокупности этих значений: в ней речь идёт об одном из реально существовавших баров в Остине, месте тусовки местных музыкантов под названием Rome Inn (в тексте он тоже упоминается игрой слов «roam on in» — заходи). В песне перечисляются завсегдатаи бара: члены группы The Fabulous Thunderbirds, в том числе Джимми Вон, брат Стива Рэй Вона, подруга Гиббонса под инициалами G.B. и другие.. Таким образом, в песне бар получается как место для вульгарной тусовки под чувственный блюз. Музыкально песня представляет собой «стереотипный среднетемповый рок» «с интересной вокальной аранжировкой, дополняющей основной рифф»
- «Hi Fi Mama» — 2:23

Hi Fi Mama (рус. Hi-Fi Мамочка). Ещё один блюз в чикагском стиле и с использованием саксофона. «Это единственная песня, на которой поёт Дасти Хилл, и он делает это в излишне гиперболизированной манере Литтл Ричарда. Музыкально песня — симпатичная перекличка между гитарой Гиббонса и саксофоном Хилла.», «один из популярных хитов альбома». Название песни отсылает к Hi-Fi-мамочке, где Hi-Fi употребляется в значении «высококлассная». По тексту песни, автор просит мамочку дать ему поиграться на её Hi-Fi, где под этим термином понимается отнюдь не музыкальная система («Я вставлю свою иглу в твою дорожку, детка, когда ты погасишь свет»).
- «Cheap Sunglasses» — 4:48

Cheap Sunglasses (рус. Дешёвые солнцезащитные очки). Песню называют несомненным главным хитом альбома:
За одним исключением, все эти песни [альбома] на «четвёрочку». Всё слишком хорошо, чтобы быть заурядным и нет ничего достаточно хорошего, чтобы быть великим. Есть хит, Cheap Sunglasses, но он только на «пять с минусом»  
Оригинальный текст (англ.)With one exception, all of these tracks are B-grade. Everything's too good to be mediocre, and nothing's good enough to be great. There's the hit, "Cheap Sunglasses," but that just gets an A-.
 
но при этом, как правило, не обходится без нареканий: в «попсовости» («заражена AOR», «радио-хит»), излишнему вниманию к технической стороне записи, и даже в плагиате:
Высшей точки альбом достигает на Cheap Sunglasses, построенной на плотном груве, который подвергался насмешкам как украденный c «Frankenstein» Эдгара Винтера или с «Had to Cry Today» Blind Faith (или с обеих) 
Оригинальный текст (англ.)The album’s climax comes with “Cheap Sunglasses”, built on a consistent groove which has been derided as either a rip-off of Edger Winter’s “Frankenstein” or Blind Faith’s “Had to Cry Today” (or both)
 
Тот же автор при этом высказывается как: «Всё равно, это высшая музыкальная точка группы, с длинной, классной средней частью, выстроенной на басовом груве и основном риффе, с блюзовой гитарой Гиббонса и великолепной игрой на барабанах Бирда». Отмечается и гитарное соло: «Маленькие кусочки гитарных фанковых соло также очень вкусные, с наложением друг поверх друга для лучшего эффекта двух минималистичных гитар Билли (там есть „язвительная“ гитара и „кроткая“ гитара, и они борются друг с другом)»
Отдельно обращают внимание на саркастически-глумливый текст песни, опять же во многом самоироничный: «Первое, что ты делаешь, проснувшись — идёшь купить себе какие-то дешёвые тёмные очки». Тёмные очки — это ещё один непременный аксессуар группы, Гиббонс и Хилл никогда не появляются на публике без них. Дасти Хилл заметил, что песня навеяна теми временами, когда они колесили в турне на автомобилях, и на каждой заправке была витрина, полная дешевейших и уродливейших солнцезащитных очков. «Я купил их тысячи пар»
- «Esther Be the One» — 3:31

Esther Be the One (рус. Эстер такая одна). «Стереотипный рок в среднем темпе», «стандартная для конца 1970-х поп-рок песня». В песне идёт речь о девушке по имени Эстер, которая «чертовски меткий стрелок» (имеется в виду по части «стрелять глазками») и она непременно тебя получит (в духе мрачной музыки песни, во время «когда волк начнёт выть на луну»).

## Участники записи
- Билли Гиббонс — гитара, вокал
- Дасти Хилл — бас-гитара, бэк-вокал, совокал на «Dust My Broom», вокал на «Hi Fi Mama»
- Фрэнк Бирд — ударные, перкуссия

Технический состав
- Билл Хэм — продюсер
- Терри Мэннинг — звукооператор

## Позиции в хит-парадах
| Год  | Чарт              | Позиция |
| ---- | ----------------- | ------- |
| 1980 | Pop Albums        | 24      |
| 1984 | The Billboard 200 | 183     |

| Чарт (1980)                        | Позиция |
| ---------------------------------- | ------- |
| Канада (RPM Year-End)              | 27      |
| США (Billboard Top Popular Albums) | 39      |